# 圣公会大学
圣公会大学（韓語諺文：성공회대학교；漢字：聖公會大學校；英語：Sungkonghoe University），是韓國一所由基督教圣公会设立私立大学校。校址在首尔特别市九老区连洞路320（航洞1-1），现在由 大韩圣公会营运。

## 概要
圣公会大学创立于1914年，位于韩国首都首尔市，是四年制私立综合型大学。学校最初以神学院建校，1990年以后开始转型，在不断发展的过程中转变爲一所一般性综合大学。

## 年度表

### 初期（1914年-1960年）
|  | - 1914年4月在仁川江华建立了美加耶神学校区。 - 1921年5月从江华搬迁到仁川 - 1940年3月因反对参拜神社的政治原因被强制停办学校 - 1952年4月从仁川搬迁到青州 |

### 发展期（1961年-1994年）
|  | - 1961年9月搬迁到现地址 九老区航洞 - 1982年3月重组为4年制大学 天神神学院 - 1992年2月最后命名为圣公会神学院 |

### 成熟期（1994年-现在）
|  | - 1994年9月由“圣公会神学大学”改名为“圣公会大学” - 2000年4月民主化材料馆开馆 - 2010年10月神学学院完工 |

## 学科开设
| 人文学部 - 神学系 - 英文系 - 日语日文系 - 中语中文系 社会学部 - 社会福利系 - 社会科学系 - 政治系 - 经济学系 - 社会学系 - NGO专业系 - 新闻放送系 - 经营学系 自然学部 - 数码内容设计学部 理工学学部 - 多媒体系统工学系 - 软件工学系 - 信息通讯工学系 - 全球化本土化系统工学系 教养学部 | 普通大学院 - 社会福利学科 - 社会学科 - 合作管理学科 - 亚洲文化研究学科 - 非政府组织研究生院(MAINS) 神学专业研究院 - 神学学科（设有博士课程） - 教会音乐专业 人民社会福利大学院 - 社会福利学科 教育大学院 - 社会教育专业 - 特殊教育专业 NGO大学院 - NGO非政府组织研究生院 - 妇女行动研究学科 - 政治经济学 - 政治政策学 文化大学院 - 文化规划学科 - 媒体与文化研究学科 |

## 海外课程
圣公会大学在保持着严格管理、素质教育的传统文化基础上，积极的与亚洲其他地区的国家进行区域性合作。并少有的成为韩国首都－首尔内提供留学生奖学金的大学。圣公会大学为来自姊妹大学的学生提供本科阶段究生阶段学费减免50％奖学金优惠，成绩优异者授予全额奖学金。
- 印度站：在印度领先的IT教育机构进行8个月的IT集中教育，然后进行3个月的实习。IT教育全部实行英语授课。
- 中国站：在青岛海洋大学进行8个月的使用中文和商务教育之后，在与之关联的商务和文化的产业公司中实习3个月。
- 菲律宾站：在St. Louis大学中进行1年的英文和菲律宾语文化教育，全部在宿舍中生活。
- 俄国站：在俄国劳动社会政治大学中学习俄国语以及进行韩国语言课程和实习，现在是处于暂停状态。
- 和平船：参加由日本市民社会团体‘和平船’主管的世界一周地球大学活动，并有三万六千吨的‘黄玉号’在20多个国家间循环进行和NGO有关的课程，讨论，报告等。

## 建筑
- 圣婴馆：大学 本部
- 亿万馆：旧学生会管
- 月宕馆
- 耀领馆
- 协调馆：学生会馆
- 李天换纪念馆：情报科学馆
- 新千年馆：人文社会馆
- 中央图书馆
- 圣 米迦嘞 圣堂/匹兹堡
- 旧 读吟馆
- 圣彼得学院：1974年设置智力残疾人的特殊学校，对于没有针对残疾人教育的情况下，设立的学校。
- 米迦嘞馆：2010年10月3日竣工。

## 交通
地鐵：溫水站（●首都圈電鐵1號線 ●首爾地鐵7號線）